# 9-硼二环［3.3.1］壬烷
9-硼二环[3.3.1]壬烷（9-BBN）是一个双环有机硼化合物，由1,5-环辛二烯与乙硼烷-二甲基硫醚加合物（甲硼烷）在二甲氧基乙烷中作用制得：
| 9-BBN合成 |  |  |  |  |  |  |  |  | 9-BBN二聚体的结构 |

它一般以固态或溶于THF的形式出售，固态时为氢桥连的二聚体，在空气中较稳定。
9-BBN可作硼氢化反应试剂，与烯烃反应有较高的选择性，控制条件时，可以只与位阻较小的双键反应。生成的烷基硼可以进行多种反应，如发生氧化得到醇，发生还原得到烃，以及发生Suzuki反应等。